# Luger P08
Luger P08 eller Parabellum-pistolen er en semi-automatisk selvladende pistol introduceret af Deutsche Waffen- und Munitions Fabriken i 1890'erne. Den blev brugt af tysk militær allerede tidligt i 1900-tallet. Pistolens grunddesign og fler varianter er kendt under flere forskellige militære navne, som f.eks. Luger P08 og Ordonnanzpistole 00.
Mest kendt er Luger P08 dog for at være et militærvåben hos den tyske Wehrmacht under 2. verdenskrig.
Pistolen, som blev designet af Georg Luger, bruger 9 mm-patroner, og var en videreudvikling af et tidligere design fra Hugo Borchardt kaldet Borchardt C-93 fra 1898.